# Tweak UI
Tweak UI (pour Tweak User Interface) est un Powertoy (un utilitaire gratuit développé par Microsoft) permettant de personnaliser de nombreux paramètres de l’interface utilisateur de Windows XP, habituellement difficilement modifiables. Aucune des actions réalisables avec ce logiciel n’est impossible à faire sans, mais elles nécessitent une bonne connaissance de Windows, notamment de la base de registre. Cet utilitaire apporte un accès simple, grâce à une interface graphique, aux paramètres de l’interface Windows.

## Caractéristiques
Tweak UI permet de modifier différents paramètres, dont :
- La gestion de la prise du focus par les fenêtres ;
- Des paramètres avancés pour la souris ;
- La personnalisation du bureau, de l’Explorateur Windows, de la barre des tâches et du menu Démarrer ;
- La personnalisation des boîtes de dialogues système (« Ouvrir », « Enregistrer », « Imprimer », etc.) ;
- La gestion des documents récents ;
- Le paramétrage des connexions au démarrage de l’ordinateur ;
- Ainsi que des fonctions de réparation diverses si des bugs sont constatés.